# Amylase
Amylase (EC 3.2.1) er en  enzymgruppe, der kan nedbryde stivelse, dvs. amylose og amylopektin, til maltose. Der findes forskellige typer amylase, men de har alle det til fælles at de bryder α-1,4-glykosidbindinger. Amylase var det første enzym der blev isoleret, under navnet diastase; Anselme Payen stod for den vigtige opdagelse. Amylase opdeles i tre hovedgrupper; alfa, beta og gamma-amylase. Forskellen mellem de tre typer er primært hvilken del af amylose og amylopectin-molekylerne de angriber.
I mennesker findes amylase i spyt samt i sekretet fra bugspytkirtlen (pankreas), og begge steder er der tale om alfa-amylaser.
Industrielt anvendes amylase i fremstillingen af brød, hvor amylase nedbryder stivelse i mel, hvorefter gær danner CO2 ud fra nedbrydningsprodukterne, så brødet hæver og bliver sprødt.
Der findes store mængder amylase i malt, hvilket har stor betydning for ølbrygning. Under mæskningen frigives amylase fra malten og nedbryder maltens stivelse til sukker. Dette sukker omdannes senere til ethanol af ølgæren.
| Naturvidenskab | Spire Denne naturvidenskabsartikel er en spire som bør udbygges. Du er velkommen til at hjælpe Wikipedia ved at udvide den. |